# 22/11/63
22-11-63 (22 de novembre del 1963) és una novel·la escrita per Stephen King (21 de setembre de 1947) que es va publicar per primer cop el 8 de novembre del 2011 per l'editorial Scribner.
Es narra la història d'en Jake Epping, un professor d'anglès en un institut que també fa de professor d'adults per guanyar més diners, fet que el porta a viatjar al passat, en concret amb la intenció que canviar un fet que segons ell va marcar la història, l'assassinat del president dels Estats Units John F. Kennedy.

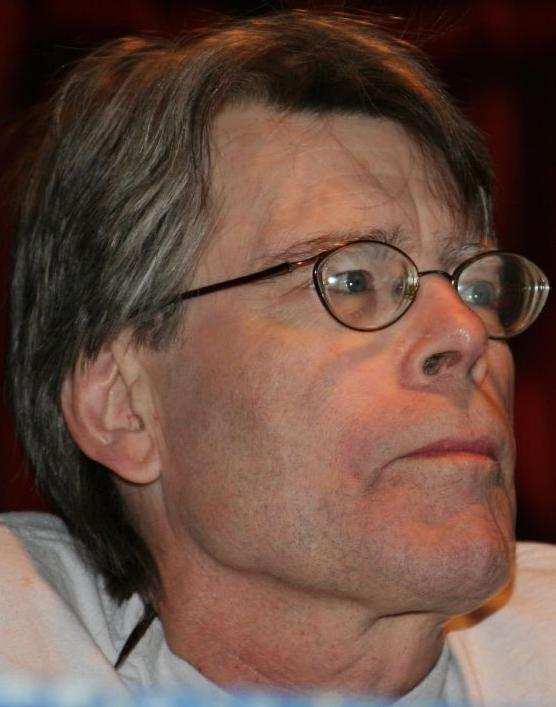
Stephen King

## L'autor
Stephen King va néixer a Portland, Maine, Estats Units el 21 de setembre de 1947. És l'autor de més de 50 llibres, que l'han fet guanyar diferents reconeixements, entre els quals:
L'any 2003 va rebre la medalla del National Book Award Foundation for Distinguished Construibution to American Letters.
L'any 2007 va ser nomenat Gran Mestre dels Mistery Writers of America.
Viu a Maine i Florida amb la seva esposa Tabitha King, que també és novel·lista.

## Dades generals
Gènere: Novel·la
Subgèneres: Drama, Misteri, Ciència-Ficció, thriller
Temes que tracta: L'assassinat de John. F. Kennedy i viatges a través del temps

### Edició original (en anglès)
Títol original: 11/22/63
Editorial: Charles Scribner's Sons
País: Estats Units
Data de publicació: 8 de novembre del 2011
Nombre de pàgines: 859

### Edició traduïda al castellà
Títol: 22/11/63
Nombre de pàgines: 880

## Història
King explica que la idea de fer aquesta novel·la la va tenir només 11 anys després de l'assassinat d'en Kennedy, quan sortia a la venda la seva primera novel·la anomenada Carrie.
Es justificava argumentant que es tractava d'una novel·la històrica i requeria més nivell literari del que ell tenia en el moment, tot i que va conservar la idea principal.
Explica que va ser complicada la part de documentació i investigació deguda a la complexitat del cas, de manera que va estudiar minusciosament teories de conspiració, per poder tenir un objectiu clar com Lee Harvey Oswald. També indica que vol arribar a un públic inusual en les seves novel·les, vol atraure als lectors de novel·les històriques i alhora sorprendre'ls. King i Russ Dorr es van documentar a fons a través de diaris i també anuncis de tota mena de l'època. Van viatjar a Dallas, on van visitar l'Apartament d'Oswald, que ara és una residència privada i van anar al Museu del Sisè pis del departament de llibres escolars de Texas.

## Argument
El protagonista de la història és en Jake Epping, professor d'anglès en un institut a Lisbon Falls, Maine, que completa el seu sou amb classes nocturnes per adults. Mentre corregeix unes redaccions dels seus alumnes majors d'edat, el commou una història que fa deixar empremta en la vida d'un senyor anomenat Harry Dunning, l'actual conserge de l'Institut, víctima de burles a causa de la seva coixera.
Com cada dia va a sopar a un restaurant amb molt mala fama on coneix al propietari: Al Templeton. No el troba aquell vespre en veure un cartell que única que el local està tancat per malaltia, fet que el sobta, ja que hi acudeix cada dia. Al contactar amb el propietari descobreix un secret que amaga des de fa molts anys, un portal al passat.
L'Al Templeton el fa servir cada matí per anar a comprar la famosa carn de les seves hamburgueses, ja que pot comprar una vedella de bona qualitat, i cada cop que surt, segueix tenint els mateixos diners que el cop passat i sempre és la mateixa matèria primera, molt més barata que al 2011. D'aquesta manera, amb els anys que porta amb el restaurant obert només ha hagut de pagar les hamburgueses un cop, això fa que les pugui vendre molt barates, tant, que es creen rumors que ven carn de gat.
Comunica el seu secret al seu client més habitual: Jake Eppling, a qui demana un favor: viatjar al passat per impedir un fet que el preocupa molt, no és ni més ni menys que l'assassinat del conegut president JFK. Ell ja ho ha intentat, és per això que ha tancat el local. Cada cop que es viatja al passat, a la realitat només passen dos minuts, independentment de les hores, dies, mesos o anys que la persona hi hagi estat. Li explica que aquella tarda ho ha intentat 2 cops, i que sempre que hi entres són les dotze del migdia del 1958. Ha fracassat els dos cops, però ha envellit al voltant d'uns 10 anys en menys de cinc minuts.
El protagonista no dubta gaire en acceptar la proposta, ja que té al cap solucionar el cas del conserge de l'institut: evitar que el pare de mati a tots els seus germans i a la seva mare. S'endinsa en una aventura amb el nom de Gorge Amberson, on ha de guanyar diners per sobreviure aprofitant-se de l'època en què viu, ja que sap els guanyadors de tots els partits i tots els tornejos dels anys als que va a parar. Per això entra al món de les apostes. A partir del moment ha de començar a adaptar-se al poble on succeeix l'assassinat que vol impedir.
Després de solucionar un parell de casos se centra en l'any 1963, un ha d'impedir un assesssinat molt important. Viu en a un poble anomenat Jodie, on treballa de professor i té una casa a Dallas per anar seguint els passos del seu objectiu: Lee Harvey Oswald. S'enamora de la Sadie, una noia del seu poble que el farà veure d'una altra forma l'experiència que pensava que tindria. Tot i això continua perseguint un fet que potser mai passarà amb la seva presència.
S'informa, espia, es fa passar per persones que no existeixen, tot per tal de descobrir què amaga Oswald, fins al gran dia, 22/11/63.

## Personatges

### Personatges principals

#### Jake Epping
Protagonista que interpreta el paper d'un professor d'Institut. Viu a Lisbon Falls i treballa a l'Intitut de Secundària Lisbon, on també treballa en un programa per adults nocturn que estudien per treure's el Diploma d'Equivalència de Secundària. De la seva família se sap que el seu pare es deia William, i que és l'ex-marit de la Christy. Habitualment menja a Al Dinner's, i coneix superficialment el propietari: Al Templeton.

#### Al Templeton
Propietari del restaurant Al Dinner's, on hi ha el portal al passat. En el moment que demana al protagonista que viatgi al passat ens explica coses de la seva vida, com per exemple que abans de tenir el restaurant allí, el tenia a Auburn, i assegura que allà no hi havia cap portal al passat. Comunica el secret del cau del conill (com ell l'anomena) a en Jake, i l'informe de tot el que ha de saber en ser al passat.

#### George Amberson
Personatge del passat on s'identifica Jake Epping. Quan l'Al Templeton viatjava al passat també utilitzava aquesta persona per identificar-se i, per tant, conserva tota la informació legal, és a dir, identificació, targeta sanitària, targetes de soci d'alguns negocis, targeta de crèdit, currículum, historial de llocs on "ha viscut". És una persona en la qual es poden identificar sense cap problema però que mai ha existit de veritat.

### Personatges secundaris
Cristy: Ex-muller de Jeke Eppling. Només apareix als primers capítols, on el protagonista l'anomena a l'explicar al lector els problemes que ella tenia amb l'alcoholisme i del seu divorci.
Rags: Gos del protagonista al 2011. El recorda al primer capítol, ja que va ser el primer cop que va plorar per alguna cosa, i va ser per la mort d'en Rags.
Sadie Dunhill: Bibliotecària de l'Intitut de Jodie, el poble on s'està el protagonista durant la seva aventura els voltants del 1963. Viu una història d'amor amb el protagonista, i viuen junts una temporada.
John Clayton: Ex-marit de Sadie Dunhill. Apareix un parell de cops a la novel·la, on ataca a la Sadie a casa seva.
Lee Harvey Oswald: Suposat assassí de John F. Kennedy. Té un paper rellevant a la novel·la, ja que és espiat per en Jake durant tota la història.
Marina Oswald: Dona d'en Lee Harvey Oswald.
June Oswald: Filla de la Marina i en Lee Oswald.
John Frank Kennedy: president dels Estats Units d'Amèrica durant els anys en què la història té lloc.
Harry Dunning: Alumne del protagonista que el commou amb la seva història. Narra la nit que li va canviar la vida d'una forma que fa que en Jake s'emocioni, i escolti amb atenció la seva redacció. Treu una matrícula d'honor, i n'està molt orgullós. Jake Epping anirà al passat i aprofitarà per impedir la catàstrofe que va destruir la seva família.
Frank Dunning: Assassí de part de la seva família i pare d'en Harry.
Doris Dunning: Mare de Harry Dunning, alumne del protagonista el 2011.
Ellen Dunning: Germana petita d'en Harry, personatge que mor durant l'atac del seu pare.
Tugga Dunning: Germà d'en Harry, personatge que mor durant l'atac del seu pare.
Deke Simmons: Amic que fa el protagonista a Jodie.
Ellen Dockerty: Directora de l'institut on treballa George Amberson a Jodie.
Bobbi Jill: Alumne d'institut a Jodie
Mike Coslay: Alumne d'Institut a Jodie

## Opinions de la novel·la
«És la millor novel·la sobre viatges al passat des de H. G. Wells» The New York Times.
«La premissa podria semblar estranya, però de la mà de Stephen King funciona perfectament.» Book Review.
«És una obra profundament sentida i molt ben trobada. Demostra que la professionalitat de King no es limita a les novel·les de terror.» The New Yorker.
«Una obra madura que et fa sentir que el passat estarà sempre viu i que totes les nostres accions o la falta d'elles tenen un impacte al present i el condicionen. Una obra mestra que marca una carrera professional que gràcies a la imaginació de King, es supera amb cada llibre nou» Shots Magazine.
«Un llibre que triumfa» Friday Book Club.
«Destaca el talent de King en la descripció dels espais i les èpoques... Sublim y magnífic, construeix hàbilment ponts y escales que no són només còsmics y místics sino totalment aptes y pertinents. Un llibre radiant, brillant i amb molta classe.» MostlyFiction Book Reviews.
«Stephen King és el gran narrador americà.» The Observer.
«En els seus millors moments, i aquest és el cas de 22/11/63, Stephen King fa que l'impossible sembli possible. Sap utilitzar amb professionalitat les seves eines: un diàleg totalment realista, personatges perfectament retratats, una trama que t'atrapa, una motivació creíble i una feina d'investigació excel·lent. No cal que suspenem la nostra credibilitat. El lector està totalment captivat i s'ho creu tot. El retrat de l'amistat, de l'amor, de la imfàmia y de la Història que es desenvolupa a través de les seves quasi 900 pàgines és a la vegada noble i desgarradora. Aquesta novel·la està entre les seves millors novel·les com Apocalipsis, Mistery y la sèrie de La Torre Fosca.» The National.
«Stephen King està sublim en aquest retrat del món de la seva joventut, dels Estats Units dels anys 50 i 60 que sembla abocar el món dels quadres d'Edward Hopper. Amb 22-11-63 ha escrit la seva cançó d'amor més pura sobre aquesta època... Inclou als personatges més vius, més encantadors i més memorables.» The Express Online.
«Aquesta és l'Amèrica de la joventut de Stephen King, un país que retrata amb amor i amb magnífics detalls. El país dels deliciosos batuts sense additius, dels telèfons amb grans discs de números i lletres, el fum dens dels Lucky Strikes, televisors amb només tres canals... Aquesta és una novel·la realment addictiva, compulsiva, no només d'un viatge en el temps o l'assassinat de Kennedy, sinó una novel·la sobre la història recent de l'Estat Units, sobre el que podria haver passat, i sobre l'amor,ci com la vida canvia totalment en un instant. Son quasi 900 pàgines que em vaig deixar amb ganes de més. El mestre narrador en plena forma.» Daily Mail.
«En resum, és una de les millors novel·les sobre viatges en el temps des de H. G. Wells. King ha capturat una cosa meravellosa. Seria com plantejar la realitat? Quant més t'apropen a la Història, més insondable sembla. Ha escrit una novel·la profundament romàntica y pessimista a la vegada. És romàntica quant a la possibilitat d'estimar de veritat, però pessimista quant a tota la resta […] Ens parla d'alguna cosa terrorífica, indiferent a la vida humana, i a la vegada real i familiar: el temps.» The New York Times.
«Per primera vegada, Stephen King ha basat la seva novel·la en fets reals, en un dels homes més malignes i destacats de la història americana, Lee Harvey Oswald […] Una novel·la violenta, plena de suspens amb algun toc sobrenatural...» The Wall Street Journal.
«Stephen King ens ofereix tots els plaers que esperem trobar en els seus llibres: personatges amb bon cor i vides malmeses, aventures amb escenaris fantasiosos, però totalment creíbles per les seves arrels a la realitat, diàlegs i espais tant reals que ens transporten sense cap esforç pels girs de la trama […] La novel·la està poblada per aquests personatges de King, que són tan reals y tan memorables que sempre estem al seu costat. […] Els espais, les botigues, els vestits, les cançons, els cotxes, tots són tant realistes en cada detall que fins i tot els elements de fantasia ens semblen reals.» The Washington Post.
«Un dels aspectes més brillants de la novel·la són els cinc anys que en Jake ha de viure en el passat. Treballa de professor i segueix la pista d'Oswald. Durant aquests anys de ficció històrica, la novel·la es transforma en una gran història d'amor quan en Jake s'enamora de la bibliotectària de l'Institut. Aquesta no és una altra típica novel·la d'Stephen King. És una obra extraordinària.» USA Today.
«En aquest llibre, el lector veu clarament els quaranta anys d'Ofici narratiu de l'autor. Al viatjar cap al passat, aquest magnífic narrador dona un altre pas endavant en la literatura americana.» The Guardian.
«Aquesta nova novel·la èpica és possiblement el primer thriller romàntic de conspiració i viatges en el temps de la literatura» The Independent.

## Sèrie de televisió
Basada en aquest llibre, Bridget Carpeter va ser el desenvolupador de la sèrie de televisió 11.22.63, feta originalment en anglès. La sèrie està composta per 8 capítols, que poden anar dels 40 als 80 minuts. El primer episodi es va emetre el dia 15 de febrer del 2016, i fou produïda als Estats Units.
Es considera que forma part de diferents gèneres com misteri, ciència-ficció, thriller o drama, tot i que a vegades també es pot considerar una gran història d'amor. Els productors d'aquest segment són: J. J. Abrams, Stephen King, Bridget Carpenter i Bryan Burk.
Els actors que hi apareixen són: James Franco, Sarah Gadon, Cherry Jones, Lucy Fry, George Mackay, Daniel Webber,T. R. Knight, Kevin J. O'Connor, Josh Duhamel i Chris Cooper entre d'altres.